# Komuna anabaptystów w Münsterze

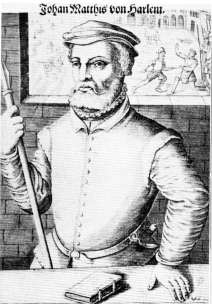
Jan Matthijs

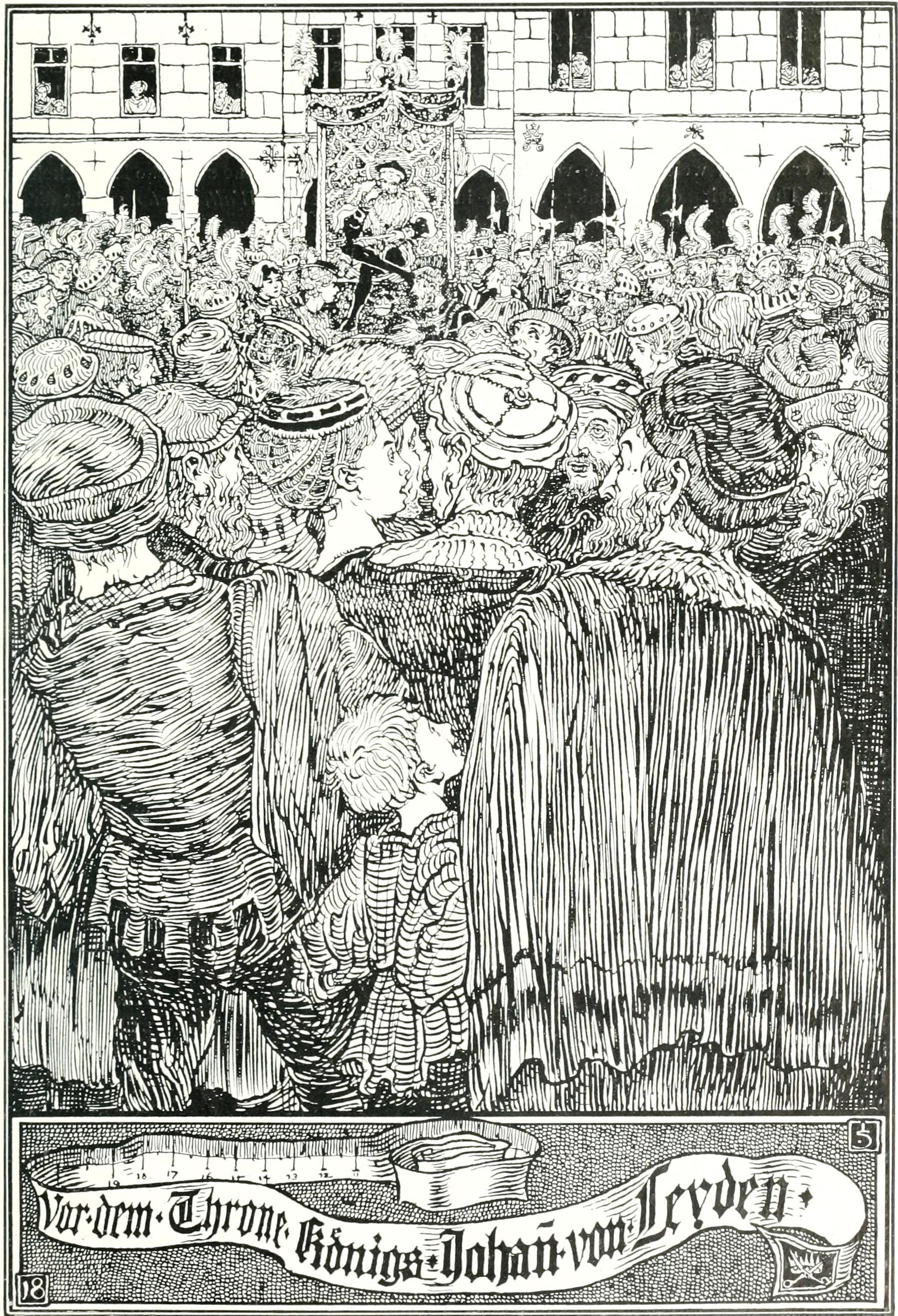
Mieszczanie przed Janem z Lejdy na tronie

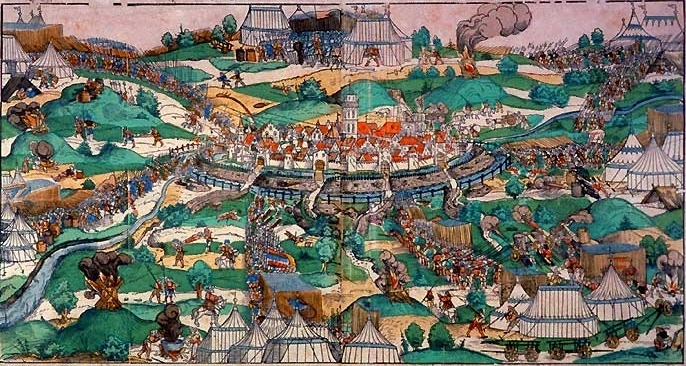
Oblężenie Münsteru

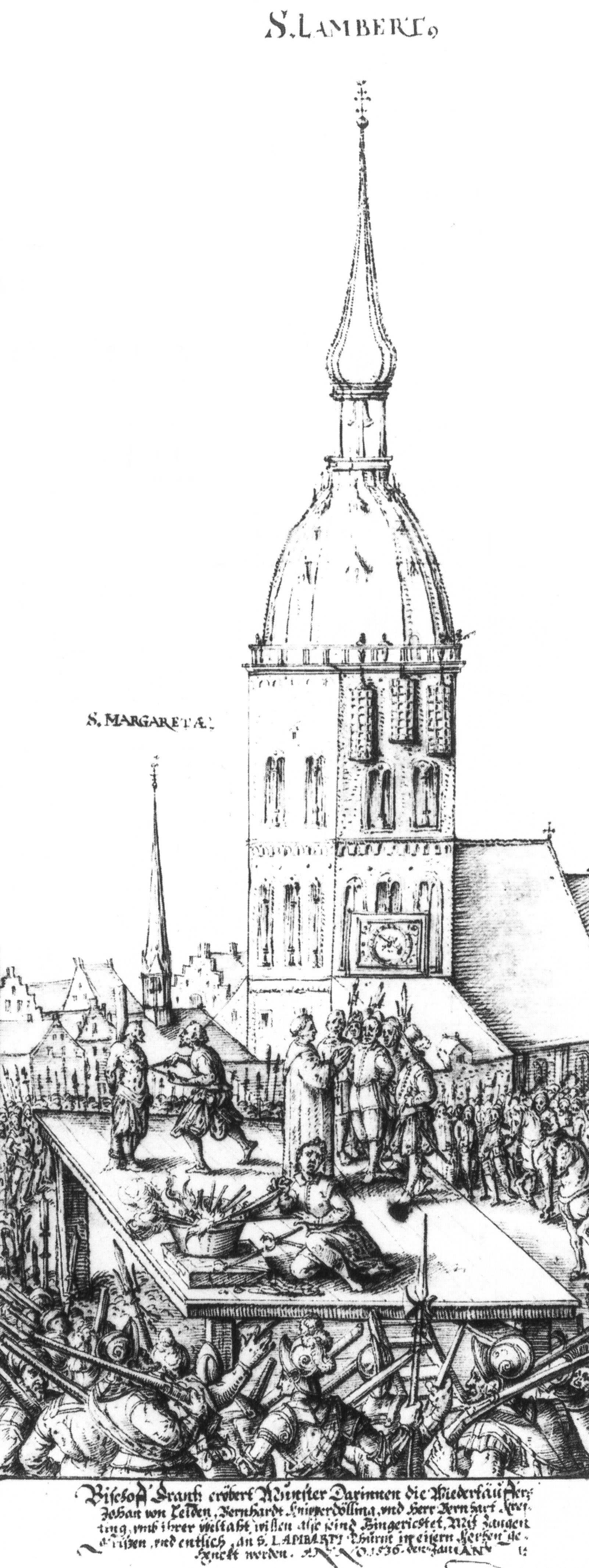
Kaźń przywódców komuny, w tle wieża kościoła św. Lamberta z klatkami na ich zwłoki

Komuna monasterska (również komuna münsterska) – teokratyczna komuna anabaptystów w mieście Münster w Niemczech istniejąca w okresie od wiosny 1534 do czerwca 1535.

## Historia

### Podłoże
Anabaptyzm był jednym z najbardziej radykalnych odłamów ruchu reformacyjnego, rozpoczętego wystąpieniem Marcina Lutra w 1517 r. Jego źródłem były wystąpienia ideologów religijnych z lat 20. XVI w., uważających dotychczasowych przywódców reformacji (w tym Lutra) za zbyt umiarkowanych. Głosili oni m.in. hasło całkowitego odrzucenia władzy świeckiej. W północnych Niemczech i Niderlandach działalność na przełomie lat 20. i 30. XVI w. rozwinął Melchior Hofmann, który m.in. zapowiedział, że w 1533 dojdzie do powrotu Chrystusa na ziemię. Miało to nastąpić w Strasburgu, który miał się stać Nowym Jeruzalem. Do zapowiedzianego zdarzenia jednak nie doszło, a Hofmann został w Strasburgu uwięziony. Jeden z jego zwolenników, przywódca anabaptystów w Niderlandach, dawny piekarz Jan Matthijs (Mathys), dokonał ponownych obliczeń daty powrotu Chrystusa na ziemię i ogłosił, że stanie się to w Wielkanoc (5 kwietnia) 1534 w westfalskim mieście Münster. Bliskim współpracownikiem Matthijsa został dawny krawiec, Jan Bockelson zwany Janem z Lejdy. Matthijs uważał, że konieczność usunięcia niegodziwości ze świata usprawiedliwia użycie siły.

### Przejęcie władzy w Münsterze
W około piętnastotysięcznym Münsterze już w czasie wojny chłopskiej w 1525 pojawiły się żądania zmian ekonomicznych, społecznych i religijnych. W sporze między katolikami i protestantami miasto opowiedziało się w 1532 po stronie tych ostatnich, przede wszystkim dzięki agitacji luterańskiego pastora Bernarda Rothmanna. Ten stopniowo zbliżał się jednak w poglądach do ruchu anabaptystów. W styczniu 1534 do Münsteru przybyło dwóch „apostołów” Matthijsa (wśród nich Jan z Lejdy) i wówczas Rothmann przyjął ponowny chrzest i otwarcie przyłączył się do anabaptystów. W lutym 1534 sam Matthijs przybył do Münsteru i pod jego wpływem anabaptyści zaczęli przejmować władzę w mieście; pod koniec lutego zdobyli przewagę w radzie miejskiej, a jeden z nich został burmistrzem miasta. W miarę rozpowszechniania się wiedzy o tym sukcesie coraz liczniej napływali do „świętego miasta” wyznawcy anabaptyzmu z innych regionów, podczas gdy münsterscy mieszczanie innych wyznań, którzy nie chcieli się przyłączyć do anabaptystów (około 2 tysięcy osób) zostali zmuszeni do opuszczenia miasta do 2 marca 1534. W mieście wprowadzono obowiązkowy powtórny chrzest (zgodnie z ideami anabaptyzmu). Ponadto wszelką własność ogłoszono jako wspólną, co jednak nie znalazło odzwierciedlenia w praktyce (elity nowej władzy zebrały wielkie majątki). Palono książki inne niż Biblia, niszczono wieże kościołów.

### Rządy anabaptystów w mieście
Te działania spowodowały reakcję katolickiego biskupa-księcia Münsteru, Franciszka z Waldeck, który przybył ze swymi wojskami pod miasto i rozpoczął oblężenie. Matthijs wykorzystał to propagandowo, mobilizując mieszkańców do obrony miasta przed bezbożnym napastnikiem i zapowiadając, że w Wielkanoc Bóg da obrońcom zwycięstwo nad oblegającymi i osądzi niegodziwych. Gdy jednak wierząc w swoje proroctwa dokonał tego dnia z niewielką grupą zwolenników wypadu za mury, został zabity. Miejsce Matthijsa w Münsterze przejął Jan z Lejdy, który wprowadził jeszcze bardziej radykalne rozwiązania i ustanowił w mieście rządy teokratyczne. Rozwiązał radę miejską, natomiast w jej miejsce powołał wybranych przez siebie 12 „starszych Izraela”, a samego siebie ogłosił nowym królem Dawidem i używał insygniów królewskich. Zarządził surowe kary za grzechy, m.in. za bluźnierstwo, cudzołóstwo, a nawet plotkowanie groziła śmierć. W czerwcu 1534 wprowadził też w mieście (w którym przebywało znacznie więcej kobiet niż mężczyzn) poligamię – sam wziął 16 żon, a w jego ślady poszli inni przywódcy miasta. Wydawał wystawne uczty dla swego otoczenia, choć wskutek oblężenia warunki życia w mieście były złe. Mimo postępującego głodu zdołał utrzymać kontrolę nad miastem przez kolejnych 14 miesięcy.

### Stłumienie komuny i jej konsekwencje
Opór miasta został przełamany przez siły Franciszka z Waldeck, wspieranego przez okolicznych książąt, zarówno katolickich, jak i protestanckich, dopiero 24 lub 25 czerwca 1535. Jan z Lejdy wraz z innymi liderami komuny münsterskiej został schwytany i uwięziony (nie odnaleziono natomiast Rothmanna, który mógł zginąć lub uciec). 22 stycznia 1536 doszło do kaźni uwięzionych: Jana z Lejdy i jego dwóch współpracowników szarpano szczypcami, wyrwano im języki, a następnie spalono; ich kości umieszczono w klatkach powieszonych na wieży miejscowego kościoła św. Lamberta (klatki te znajdują się w tym miejscu do dziś). Miasto pozostawało okupowane aż do 1541, a ograniczony samorząd odzyskało dopiero w 1553.
Marcin Luter dostrzegł w wydarzeniach komuny naturalną konsekwencję poglądów wyrażanych przez anabaptystów, a wszelkie działania rewolucyjne uznał za karę zsyłaną przez Boga na Rzeszę za popełniane tu grzechy i diabelską próbę zniszczenia reformacji. Władcy europejscy byli zaszokowani wypadkami, do których doszło w Münsterze, a anabaptyści spotkali się z surowymi prześladowaniami. Późniejsi liderzy anabaptystów odżegnywali się od użycia siły i od wizji bliskiej apokalipsy.

## Komuna w kulturze
Wydarzenia z Münsteru z lat 1534–1535 budziły zainteresowanie licznych twórców. Zainspirowały powieści (m.in. The Unfortunate Traveller Thomasa Nashe’a, Bockelson. Geschichte eines Massenwahns Friedricha Reck-Malleczewena, Der Schlüssel zum Abgrund Franza Theodora Csokora), dramaty (m.in. Anabaptyści Friedricha Dürrenmatta, In nomine Dei José Saramago), a także opery (m.in. Prorok Giacoma Meyerbeera) czy poematy (Der König von Sion Roberta Hamerlinga).